# 32e Avenue (Lachine)
La 32e Avenue est une voie de Lachine, un arrondissement de Montréal. 

## Situation et accès
L'avenue se sépare en trois sections. La première, qui se trouve du boulevard Saint-Joseph jusqu'à la rue Victoria, est une voie résidentielle à sens unique en direction sud. Elle mesure 400 m.
La seconde partie qui se trouve de la rue Victoria jusqu'à l'autoroute 20 est une artère beaucoup plus importante et se trouvant en boulevard à trois voies dans chaque direction. Au nord, cette section a des bretelles menant à l'autoroute 13 et l'autoroute 20. Elle mesure 1 km. 45° 26′ 32″ N, 73° 41′ 34″ O
La troisième et dernière section, qui ne peut pas être jointe à la seconde directement, se trouve elle aussi en boulevard de trois voies dans chaque direction, mais dans un secteur industriel de la rue Fairway jusqu'au Chemin de la Côte-de-Liesse. Elle mesure 2 km. 5° 27′ 35″ N, 73° 42′ 15″ O

## Historique
Désignée ainsi le 31 mai 1917, son nom a été officialisé le 29 janvier 1996.